# Palaeocarpinus
Palaeocarpinus es un género de varias especies extintas de arbustos caducifolios pertenecientes a la familia de abedul Betulaceae.  

## Especies
- Palaeocarpinus barksdaleae
- Palaeocarpinus dakotensis
- Palaeocarpinus dentatus
- Palaeocarpinus joffrensis
- Palaeocarpinus laciniata
- Palaeocarpinus orientalis
- Palaeocarpinus stonebergae